# Germán Rodríguez
Germán Edahí Rodríguez Morales (Pachuca, México, 7 de enero de 1989) es un futbolista mexicano que juega como centrocampista y actualmente se encuentra sin equipo.

## Clubes
| Club      | Liga    | País      | Año       |
| --------- | ------- | --------- | --------- |
| Cruz Azul | Liga MX | México    | 2008-2014 |
| Global FC | UFL 1   | Filipinas | 2014-2015 |